# Ko Un
Det här är en artikel om en person med koreanskt personnamn; Ko är familjenamnet.
Ko Un, född 8 januari 1933 i Gunsan i generalguvernementet Korea, är en koreansk poet, professor i koreansk litteratur och tidigare munk.

## Biografi
Ko föddes i det som nu är Gunsan i Sydkorea. Koreakriget traumatiserade Ko fysiskt och emotionellt och orsakade många av hans vänners död. Hans hörsel skadades av syra under en kris under denna tid, och försämrades ytterligare när han 1978 blev slagen av polis. År 1952, innan kriget var slut, blev Ko buddhistmunk. Efter tio år i kloster återvände han 1962 till den sekulära världen och publicerade samma år sin första diktsamling. Mellan 1963 och 1966 bodde han på Jejudo, där han startade en skola, och flyttade sedan tillbaka till Seoul. Hans liv var inte lugnt och han gjorde ett självmordsförsök (för andra gången) 1970.
Vid denna tid försökte de sydkoreanska myndigheterna kuva demokratin genom att lägga fram Yusinkonstitutionen i slutet av 1972. Ko blev mycket aktiv i demokratirörelsen och försökte förbättra den politiska situationen i Sydkorea, samtidigt som han fortfarande var en mycket aktiv författare och sattes i fängelse fyra gånger (1974, 1979, 1980 och 1989). I maj 1980, under statskuppen som leddes av Chun Doo-hwan, anklagades Ko för förräderi och dömdes till 20 år i fängelse. Han frigavs i augusti 1982 som en del av en allmän amnesti.
Efter att han frigivits blev hans liv lugnare; han började dock revidera många av sina tidigare publicerade dikter. Ko gifte sig med Sang-Wha Lee 5 maj 1983 och flyttade till Anseong i Gyeonggi, där han fortfarande bor. Han fortsatte att skriva och började att resa och många av hans resmål är bakgrund för hans diktning.
Ko blev 1994 professor i koreansk litteratur vid Kyunggiuniversitetet i Seoul.

## Stil
Ko Un har skrivit dikter i alla tänkbara former och om alla ämnen. Hans tidiga dikter var främst korta dikter med en extraordinär sinnlig uppvisning av verbal intensitet. Hans dikter har ofta en antydan av en glimt av ett landskap, av en person eller ett flyktigt minne. Dessa dikter är väldigt långa eller väldigt kortfattade, han har skrivit en samling Zen-dikter såväl som andra samlingar av korta epigram. Han har även skrivit en episk dikt i sju volymer, Baektusan, om den koreanska kampen för självständighet från Japan. Hans mest unika poetiska verk är Maninbo-serien, (Tiotusen fotspår) som i mitten av 2006 sträcker sig över 23 volymer där han skriver om varje person han mött personligen eller genom litteraturen.
Politik och kamp har aldrig varit genomgripande i hans publicerade verk, det är ett vanligt missförstånd, även om han läst protestdikter på alla större demokratidemonstrationer under 1970- och 1980-talet. Hans dikter är spontana, på ett vardagligt språk, snarare än med litterär finess.

## Verk
Ko Un har skrivit över 120 volymer, däribland poesi, skönlitteratur (särskilt buddhistisk skönlitteratur), självbiografier, drama essäer, översättningar från klassisk kinesiska, reselitteratur med mera. En del av hans verk har översatts till engelska, spanska, italienska, franska, tyska, japanska, kinesiska, tjeckiska, bulgariska, svenska och danska.
På svenska finns tre samlingar med dikter i urval utgivna av förlaget Atlantis, Tiotusen fotspår och andra dikter, översatta av Inja Han och Carola Hermelin och Stundens blomma, översatta av Inja Han och Tommy Olofsson, samt Vit fjäril, översatta av Choi Sun-Kyoung. Förlaget Heidrun har också gett ut diktsamlingen Fråga månskenet om vägen : zendikter, översatta av Byung-Eun Choi och K. Gunnar Bergström.

## Utgivet på svenska
- 2002 – Fråga månskenet om vägen: Zendikter, översättning: Choi Byung-Eun & Gunnar Bergström, Heidrun, 2002 (dikter i urval) ISBN 91-88056-71-6
- 2005 – Tiotusen fotspår och andra dikter, översättning: Inja Han & Carola Hermelin, Atlantis, 2005 (dikter i urval) ISBN 91-7353-061-1
- 2006 – Stundens blomma (Sun'gan ui kkot), översättning: Inja Han & Tommy Olofsson, Atlantis, 2006 (dikter) ISBN 91-7353-119-7
- 2007 – Ung pilgrim (Hwaomkyung), översättning: Inja Han & Lars-Olof Franzén, Atlantis, 2007 (roman) ISBN 978-91-7353-176-4
- 2017 – Vit fjäril, översättning: Choi Sun-Kyoung, Atlantis, 2017 (dikter i urval) ISBN 978-91-7353-882-4